# Juncus atratus
Juncus atratus là một loài thực vật có hoa trong họ Juncaceae. Loài này được Krock. mô tả khoa học đầu tiên năm 1787.